# 波德谢列德涅耶农村居民点
波德谢列德涅耶农村居民点（俄语：Подсередненское сельское поселение）是俄罗斯联邦别尔哥罗德州阿列克谢耶夫卡区所属的一个农村居民点。其下辖有1个居民点，行政中心为波德谢列德涅耶。据2016年统计，该农村居民点的人口为1284人。